# Althea Violet Alexis-Windsor
Althea Violet Alexis-Windsor (* 22. Juni 1973 in Point Fortin) ist eine trinidadische Juristin und Richterin am Internationalen Strafgerichtshof.

## Leben
Althea Violet Alexis-Windsor würde als jüngstes von sieben Kindern von Violet und Henry Alexis-Windsor geboren. Ihre Eltern stammten ursprünglich aus St. Vincent und die Grenadinen. Althea Violet besuchte eine Grundschule in Point Fortin und eine weiterführende Schule in La Brea und schloss die Schullaufbahn in San Fernando mit dem Advanced Level ab. 1994 schloss sie ihr mit 18 Jahren begonnenes Jurastudium an der University of the West Indies in St. Augustine mit dem Bachelorgrad der Rechtswissenschaften ab und erwarb anschließend 1996 an der renommierten Hugh Wooding Law School das Zertifikat für die Anwaltszulassung. Nach ersten Stellen in Anwaltskanzleien trat sie im März 1998 in die Dienste der trinidadischen Staatsanwaltschaft. In den Jahren 2000 bis 2001 absolvierte sie ein aufbauendes Master-Studium an der Universität Utrecht, das sie mit Auszeichnung (Magna cum Laude) abschloss. Sie wurde Vizedirektorin der Menschenrechte-Abteilung im Ministerium des trinidadischen Attorney General. 2002 kehrte sie in die Staatsanwaltschaft zurück, dort stieg sie zur Senior State Counsel (dem Äquivalent zum britischen Kronanwalt) auf.
Von 2004 bis 2013 stand sie in den Diensten des Internationalen Strafgerichtshofs für Ruanda, zunächst als Assistant Trial Counsel, dann als Trial Counsel, schließlich als Appeals Counsel.
Von September 2013 bis zum Amtsantritt am Internationalen Strafgerichtshof war sie Richterin am High Court von Trinidad und Tobago, das für die komplexen Strafverfahren und die Verfahren bei schweren Verbrechen zuständig ist, und damit zugleich am Supreme Court.
Sie wurde bei der Richterwahl 2020 zum Internationalen Strafgerichtshof am 23. Dezember 2020 im achten Wahlgang gewählt und am 10. März 2021 vereidigt.